# Cigna
Cigna Corporation est une compagnie d'assurance américaine dont le siège social se trouve à Philadelphie (Pennsylvanie) dans le gratte-ciel Two Liberty Place. Elle fut fondée en 1982.

## Histoire
En juin 2015, Anthem lance une offre d'achat sur Cigna pour 47 milliards de dollars. Le même mois, Cigna annonce son souhait d'acquérir Humana, pour contrer son acquisition par Anthem. En juillet 2016, l'opération est bloquée par les autorités de la concurrence américaines, au même titre que l'acquisition de Humana par Aetna.
En mars 2018, Cigna annonce lancer une offre d'acquisition sur Express Scripts pour 53 milliards de dollars.
En décembre 2019, Cigna annonce la vente de son activité d'assurance d'invalidité et d'assurance décès à New York Life pour 6,3 milliards de dollars.
En septembre 2021, Chubb annonce l'acquisition des activités asiatiques de Cigna, ainsi qu'une participation de 51 % dans ses activités en Turquie pour 5,75 milliards de dollars.
En janvier 2024, Cigna Group annonce la vente de sa filiale Medicare Advantage à Health Care Service Corp pour environ 3,3 milliards de dollars.

## Rejet automatique des demandes d'indemnisation
En 2023, une enquête menée par ProPublica a révélé que les médecins de la société rejetaient des demandes de remboursement sans examiner les dossiers des patients. Il s'est avéré que la société utilisait un système, appelé « PXDX », qui, selon ProPublica, permettait de réaliser des économies de deux manières. Ce système a permis à Cigna de commencer à refuser des demandes de remboursement qu'elle avait pourtant déjà approuvées. De plus, il permettait de rejeter des demandes à moindre coût, car les médecins n'étaient pas tenus d'examiner les dossiers ni de mener une analyse approfondie. Ils se contentaient de refuser les demandes en masse en apposant leur signature électronique. La rapidité avec laquelle ces refus étaient traités était qualifiée en interne de « clic et fermeture »,,.